# Gürcü Hatun
Gürcü Hatun c. 1237 - c. 1286) fou una princesa georgiana, conversa a l'Islam, i casada amb el soldà seljúcida  Kaykhusraw II. El seu nom original era Tamara. Després de la morte del soldà, es va casar amb el seu visir Pervane. Fou filla de Russudan de Geòrgia i Giyaseddin, un príncep turc seljúcida. El nom Gürcü Hatun significa "Senyora georgiana" en turc. És mare de Kaykubad II.